# Othinosmia monilifera
Othinosmia monilifera är en biart som först beskrevs av Cockerell 1932.  Othinosmia monilifera ingår i släktet Othinosmia och familjen buksamlarbin. Inga underarter finns listade i Catalogue of Life.